# Macromolecular Rapid Communications
Macromolecular Rapid Communications — рецензований науковий журнал, що виходить раз на два тижні та присвячений науці про полімери. Він публікує повідомлення, тематичні статті та огляди загальної науки про полімери, від хімії та фізики полімерів до полімерів у матеріалознавстві та науках про життя

## Історія
Журнал було засновано в 1979 році як додаток до першого журналу в галузі полімерної науки, Journal für Makromolekulare Chemie (Журнал макромолекулярної хімії ), як форум для швидкої публікації найновіших і найцікавіших розробок у галузі наук про полімери. Відповідно до Journal Citation Reports, імпакт-фактор журналу на 2020 рік становить 5,734. Редакція знаходиться в Вайнхаймі, Німеччина.